# تايلر لودفيغ
تايلر لودفيغ (بالإنجليزية: Tyler Ludwig)‏ هو لاعب هوكي الجليد أمريكي، ولد في 24 مايو 1985 في رينلاندر في الولايات المتحدة.

## وصلات خارجية
- تايلر لودفيغ على موقع دوري الهوكي الوطني (الإنجليزية)
- تايلر لودفيغ على موقع EliteProspects.com (الإنجليزية)
- تايلر لودفيغ على موقع HockeyDB.com (الإنجليزية)